# Kanton Bouaye
Bouaye is een voormalig kanton van het Franse departement Loire-Atlantique. Het kanton maakte deel uit van het arrondissement Nantes. Het werd opgeheven bij decreet van 25 februari 2014 met uitwerking op 22  maart 2015. De gemeenten werden opgenomen in het kanton Rezé-1, met uitzondering van Pont-Saint-Martin die werd toegevoegd aan het kanton Saint-Philbert-de-Grand-Lieu.

## Gemeenten
Het kanton Bouaye omvatte de volgende gemeenten:
- Bouaye (hoofdplaats)
- Brains
- Pont-Saint-Martin
- Rezé (deels)
- Saint-Aignan-Grandlieu
- Saint-Léger-les-Vignes